# St.-Viti-Kirche (Zeven)

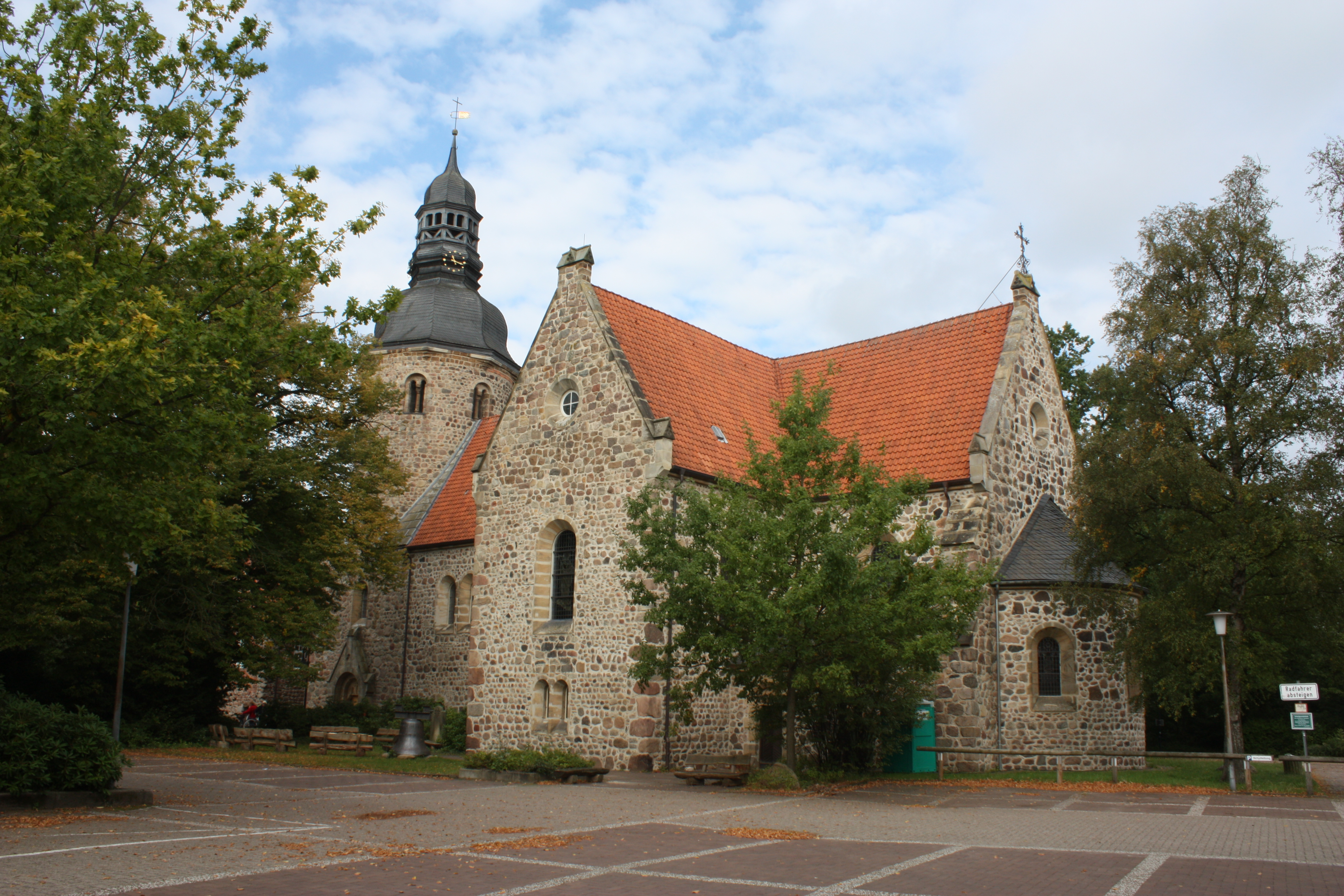
St.-Viti-Kirche

Die evangelisch-lutherische St.-Viti-Kirche, frühere Kirche des Klosters Zeven, steht in Zeven, einer Stadt im Landkreis Rotenburg (Wümme) in Niedersachsen. Die Kirchengemeinde gehört zum Kirchenkreis Bremervörde-Zeven im Sprengel Stade der Evangelisch-lutherischen Landeskirche Hannovers.

## Geschichte
Die Zevener Kirchengeschichte beginnt spätestens zwischen 1141 und 1158. Damals wurde das Kloster der Benediktinerinnen von Heeslingen nach Zeven verlegt, und die Klosterkirche erbaut. 1231 wurden Reliquien des Heiligen Vitus vom Kloster Corvey nach Zeven überführt. Dadurch wurde Zeven zu einem bedeutenden Wallfahrtsort. Das Kloster wurde nach Ende des Dreißigjährigen Krieges aufgelöst. So wurde die Klosterkirche endgültig zur evangelisch-lutherischen Gemeindekirche Zevens. Die Kirche sollte 1867 abgebrochen werden, sie wurde aber durch Conrad Wilhelm Hase gerettet, der dann 1872 die Restaurierung durchführte.

## Beschreibung

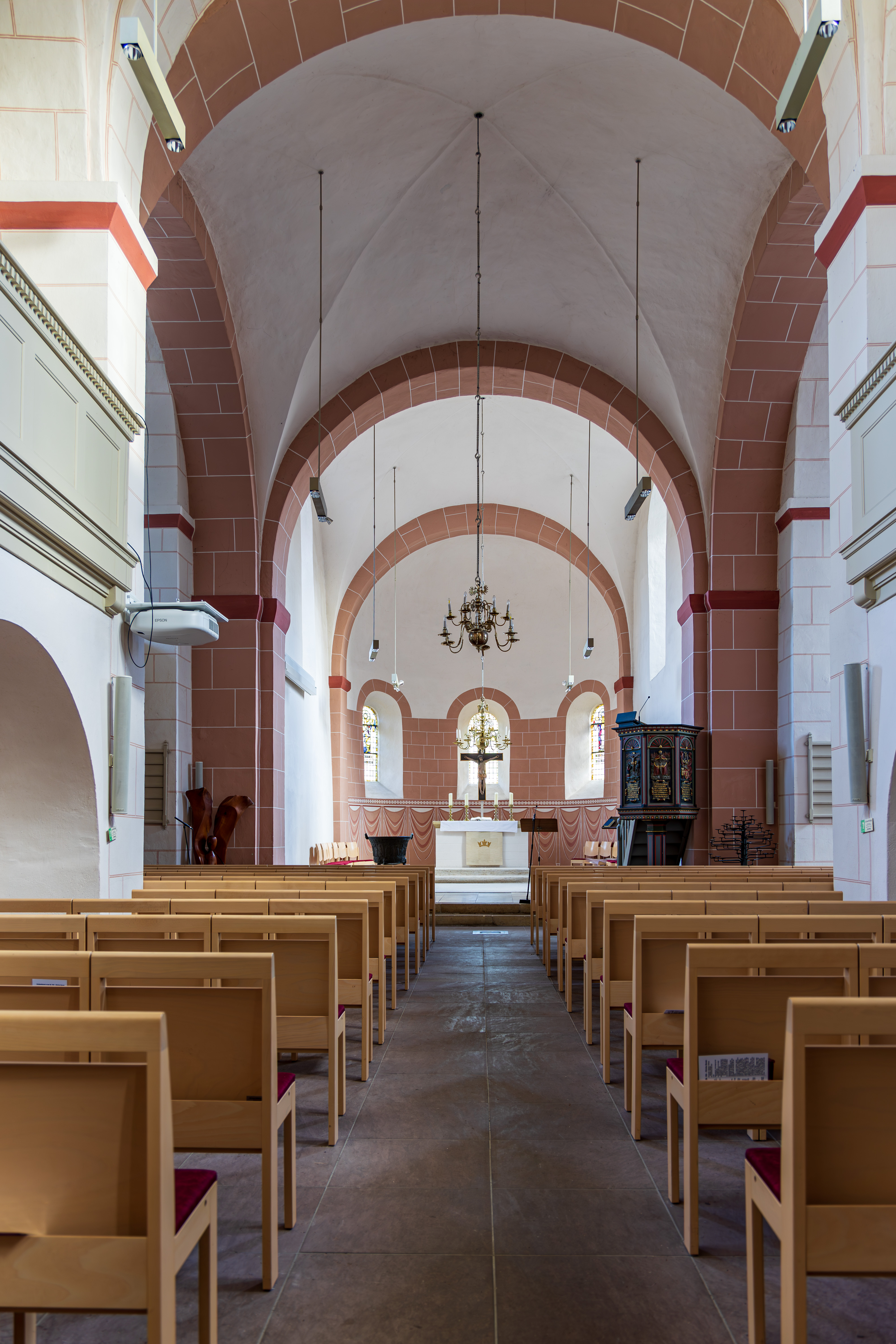
Blick in die Kirche (2024)

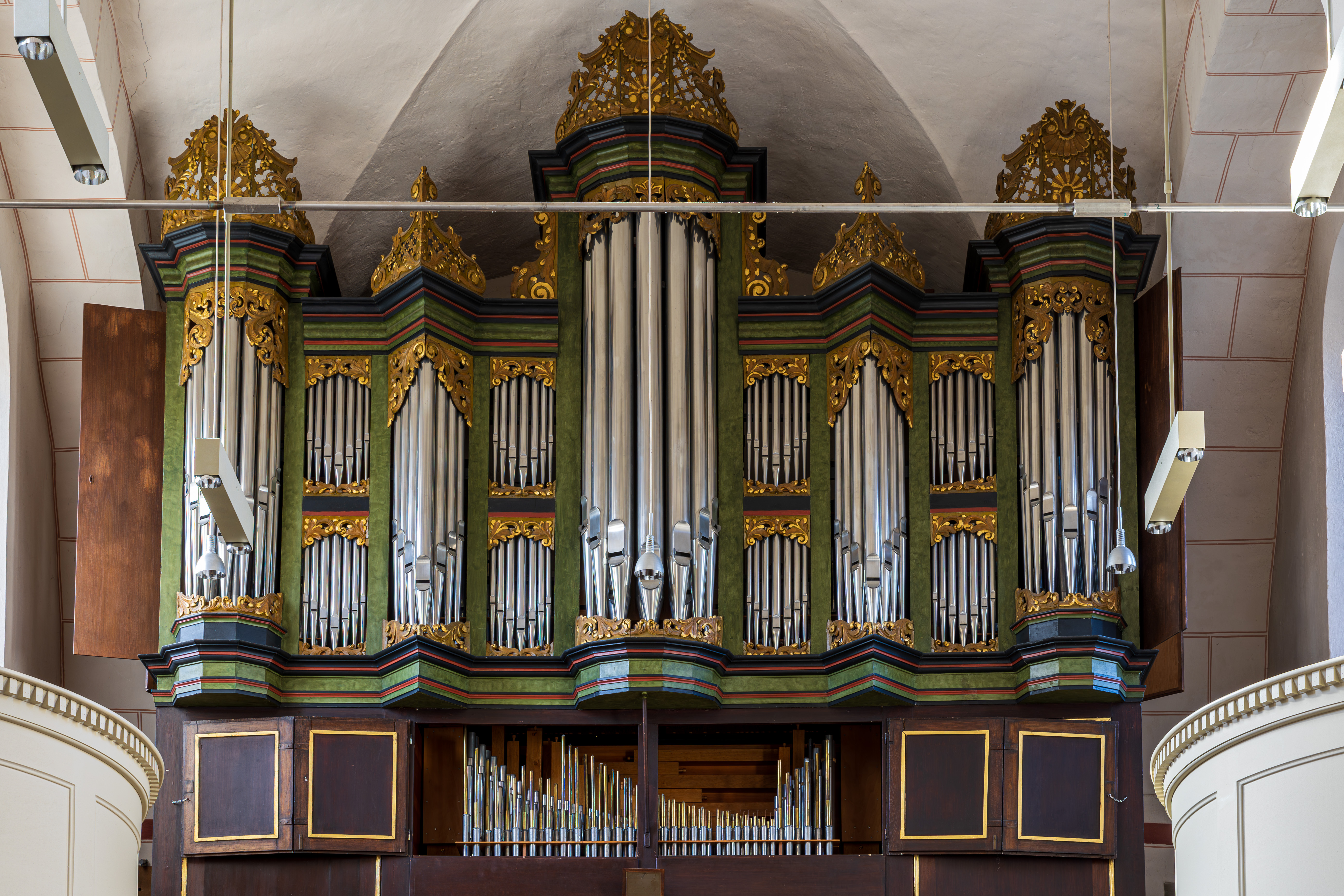
Die Orgel

Die Kirche wurde aus Feldsteinmauerwerk im romanischen Baustil errichtet. Der kreuzförmige Grundriss hat ein Langhaus aus zwei Jochen, ein Querschiff, einen Chor und eine niedrige halbrunde Apsis im Osten. Der Kirchturm im Westen ist bis zur Dachtraufe des mit ihm fluchtenden Langhauses quadratisch und geht dann in einen Rundturm über, in dem sich durch Säulen mit Würfelkapitellen getrennte Biforien als Klangarkaden befinden. Bedeckt ist der Turm mit einer geschwungenen, achtseitigen, barocken, schiefergedeckten Haube, auf der eine Laterne sitzt. Der Turm hatte ursprünglich keinen Eingang, das rundbogige Portal in der Südwand des Langhauses wurde 1872 vermauert. Die Nordwand des Chors und die Ostwand des nördlichen Querarmes wurden in Backstein erneuert, hier sollte ursprünglich die Sakristei angebaut werden. Das Erdgeschoss des Turmes ist mit einem Kreuzgratgewölbe überspannt, dessen Schildbögen dicht über dem Boden ansetzen. Das Obergeschoss, das einst den Nonnenchor beherbergte, war ursprünglich zum Langhaus mit einem Rundbogen verbunden, es ist jetzt vermauert und durch die Orgel verstellt.
Von der von Christian Vater 1750 gebauten Orgel mit 21 Registern, zwei Manualen und Pedal blieb nur der Prospekt erhalten. Zur Kirchenausstattung gehören ein monumentales Kruzifix aus der ersten Hälfte des 13. Jahrhunderts, ein hölzerner Altar aus der zweiten Hälfte des 15. Jahrhunderts und die von Ludolf von Varendorff 1565 gestiftete geschnitzte Kanzel, in deren Brüstung sich Reliefs mit der Kreuzigung, dem Gnadenstuhl sowie zwei Wappen befinden. Das 1469 gegossene bronzene Taufbecken ist mit Ghert Klinghe signiert, wird aber dessen Sohn Hinrich zugeschrieben.